# 세연문화재단
세연문화재단은 철박물관을 운영하고 있는 문화체육관광부 소관의 재단법인이다. 

## 역사
동국제강의 창업자인 장경호의 아들인 장상철이 1991년 8월 28일 설립하였다.

## 주요 업무
- 박물관자료의 수집보존전시
- 박물관자료에 관한 전문적 학술조사 연구
- 박물관에 관한 강연회, 강습회, 연구회 개최
- 각종 간행물의 발간보급
- 학술연구비의 지원 등